# Лахендорф
Лахендорф (нем. Lachendorf) — община в Германии, в земле Нижняя Саксония.
Входит в состав района Целле. Подчиняется управлению Лахендорф. Население составляет 5765 человек (на 31 декабря 2010 года). Занимает площадь 38,23 км².
Коммуна подразделяется на 4 сельских округа.

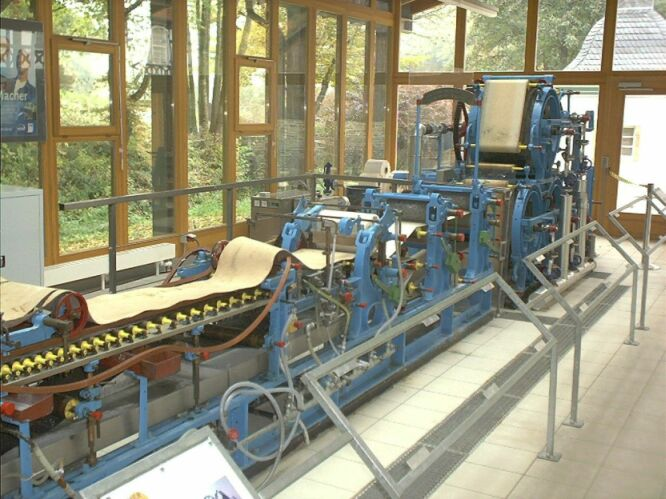
Лахендорф

| Год  | Население |
| ---- | --------- |
| 1990 | 4431      |
| 1995 | 4775      |
| 2000 | 5445      |
| 2005 | 5753      |
| 2010 | 5774      |